# Joël Kimwaki
Joël Kimwaki Mpela (ur. 14 października 1986 w Kinszasie) – kongijski piłkarz grający na pozycji środkowego obrońcy. Od 2019 jest zawodnikiem klubu FC Renaissance du Congo.

## Kariera klubowa
Swoją karierę piłkarską Kimwaki rozpoczął w klubie Style du Congo z Kinszasy. W sezonie 2005 zadebiutował w jego barwach w drugiej lidze Demokratycznej Republiki Konga. W 2006 roku przeszedł do innego stołecznego klubu, DC Motema Pembe. W latach 2006 i 2009 zdobył z nim Puchar Demokratycznej Republiki Konga, a w sezonie 2008 wywalczył z nim swój pierwszy w karierze tytuł mistrza kraju.
W 2010 roku Kimwaki przeszedł do TP Mazembe. W latach 2011–2014 czterokrotnie z rzędu został z nim mistrzem Demokratycznej Republiki Konga, a w 2015 roku wywalczył wicemistrzostwo tego kraju. Wraz z TP Mazembe dwukrotnie wygrał Ligę Mistrzów (2010, 2015) oraz zdobył Superpuchar Afryki (2011). W 2010 roku grał w finale Klubowych Mistrzostw Świata, przegranym przez Mazembe 0:3 z Interem Mediolan. W latach 2016, 2017 i 2019 ponownie został mistrzem kraju. Latem 2019 przeszedł do FC Renaissance du Congo.

## Kariera reprezentacyjna
W reprezentacji Demokratycznej Republiki Konga Kimwaki zadebiutował 9 maja 2009 w wygranym 2:0 towarzyskim meczu z Tanzanią. W 2015 roku został powołany do kadry na Puchar Narodów Afryki 2015. Rozegrał na nim pięć meczów: z Zambią (1:1), z Republiką Zielonego Przylądka (0:0), z Tunezją (1:1), w ćwierćfinale z Kongiem (4:2, gol w 81. minucie) i półfinale z Wybrzeżem Kości Słoniowej (1:3). Z kadrą Demokratycznej Republiki Konga zajął 3. miejsce w tym turnieju. Od 2009 do 2016 rozegrał w kadrze narodowej 52 mecze i strzelił 3 gole